# 伊格爾港鎮區 (密歇根州)
伊格爾港鎮區（英語：Eagle Harbor Township）是位於美國密歇根州基威諾縣的一個行政鎮區。

## 地方資料
伊格爾港鎮區的面積為1406.39平方千米，當中陸地面積為467.26平方千米，而水域面積為939.13平方千米。根據2020年美國人口普查的數據，當地共有人口217人，而人口密度為每平方千米0.15人。